# Menocchio
Domenico Scandella, detto Menocchio, diminutivo popolare di Domenico (Montereale Valcellina, 1532 – Portogruaro, 1599 circa), fu un mugnaio friulano, processato e giustiziato per eresia dall’Inquisizione.
La sua vicenda è stata resa nota dallo storico Carlo Ginzburg nel saggio Il formaggio e i vermi. Il cosmo di un mugnaio del '500, pubblicato nel 1976.
Nel 2018 la vicenda di Menocchio è stata trasposta cinematograficamente nel film Menocchio del regista Alberto Fasulo, che non si è rifatto al libro di Ginzburg, ma ai documenti e alle ricerche successive di Andrea Del Col. Il film è stato presentato in concorso al Festival di Locarno.

## Il primo processo
A parte un bando di due anni nella vicina Arba, nel 1563, per rissa, Menocchio visse sempre nel paese di Montereale, che contava allora circa 650 abitanti, mantenendovi la numerosa famiglia composta dalla moglie e da sette figli con il reddito ricavato da due campi e due mulini presi in affitto; era anche muratore e falegname. Nel 1581, sapendo leggere, scrivere e far di conto, fu podestà di Montereale e dei villaggi circostanti, e amministratore della locale pieve.
Il 28 settembre 1583 il pievano di Montereale, don Odorico Vorai, istigato da un altro prete, Ottavio Montereale, lo denunciò anonimamente al Sant'Uffizio con l'accusa di avere opinioni eretiche su Cristo. Numerose furono le testimonianze che confermarono e allargarono il campo delle accuse, cosicché il 4 febbraio 1584 l'inquisitore di Aquileia e Concordia, il francescano Felice da Montefalco, ordinò il suo arresto e la carcerazione nella prigione di Concordia; il 7 febbraio Menocchio fu interrogato per la prima volta.
Espose un'originale concezione del mondo: all'inizio «tutto era un caos, cioè terra, aere, acqua et foco insieme; et quel volume, andando così, fece una massa, aponto come si fa il formazo nel latte, et in quel diventorno vermi, et quelli furno li angeli [...] et tra quel numero de angeli ve era anco Dio, creato anchora lui da quella massa in quel medesmo tempo; et fu fatto signor con quattro capitani, Lucivello, Michael, Gabriel et Rafael. Qual Lucibello volse farsi signor alla comparation del re, che era la maestà de Dio, et per la sua superbia Iddio commandò che fusse scaciato dal cielo con tutto il suo ordine [...] Dio fece poi Adamo et Eva, et il popolo in gran multitudine per impir quelle sedie delli angeli scacciati. La qual multitudine, non facendo li commandamenti de Dio, mandò il suo figliol, il quale li Giudei lo presero, et fu crucifisso».
Di Gesù Cristo, precisato che fu crocifisso e non impiccato, disse che «era uno delli figlioli de Dio, perché tutti semo fioli de Dio et di quella istessa natura che fu quel crucifisso; et era homo come nui altri, ma di maggior dignità, come sarebbe dir adesso il papa, il quale è homo come nui, ma di più dignità de nui perché può far; et questo che fu crucifisso nacque de s. Iseppo et de Maria vergine». Sulla verginità di Maria nutriva però dei dubbi - perché «tanti huomini sono nati al mondo et niuno è nato di donna vergine» - e anche perché aveva letto ne Il fioretto della Bibbia, una traduzione di una cronaca catalana medievale che egli aveva comperato a Venezia per due soldi, che «san Iosepo chiamava nostro signor Iesu Christo per figliolo». Ma non solo: citando un libro che chiamò Rosario o Lucidario della Madonna - forse da identificarsi con il Rosario della gloriosa Vergine Maria del domenicano Alberto da Castello - Menocchio dichiarò che Maria era chiamata vergine solo perché era stata «nel tempio delle vergini, perché l'era un tempio dove si tenivan dodeci vergini, et secondo che si allevavan si maritavan», intendendo semplicemente per vergine una qualunque ragazza da marito.
Menocchio doveva essere persona di pronta parola, sicuro delle convinzioni che si era fatto, avendo con il suo «cervel sutil [...] voluto cercare le cose alte et che non sapeva»; ma le sue convinzioni riflettevano certo l'esperienza della propria vita: così, nel costituto del 28 aprile 1584, tenuto nel palazzo del podestà di Portogruaro, la sua osservazione che nelle liti giudiziarie il latino, la lingua della Chiesa, si rivelava «un tradimento de' poveri perché [...] li pover'homini non sanno quello che si dice [...] e se vogliono dir quatro parole bisogna haver un avocato», si legava alle successiva, che «il papa, cardinali, vescovi, sono tanto grandi e ricchi» e sfruttano i poveri, perché «tutto è de Chiesa et preti», per derivarne che la stessa religione dovesse essere chiara, come la lingua che parlano i poveri, e semplice, come sono semplici i poveri e avrebbe dovuto essere anche la Chiesa: «Vorrìa che si credesse nella maestà de Dio, et esser homini de ben, et far come disse Giesù Cristo, che rispose a quelli Giudei che li dimandavano che legge si dovesse haver, et lui li rispose "Amar Iddio e amar il prossimo"». E da questa semplicità di concezione religiosa faceva derivare che i fedeli di tutte le confessioni si equivalevano, cristiani ed eretici, Turchi e Giudei, perché Dio «li ha tutti cari et tutti si salvano a uno modo».
In un crescendo di rigetto della comune ortodossia, Menocchio respinse i sacramenti come invenzione umana: il battesimo, «quel batezar è un'inventione et li preti comenzano a magnar le anime avanti che si nasca, et le magnano continuamente sino doppo morte», la cresima, «una mercantìa», il matrimonio, «l'hanno fatto li huomini: prima l'homo et la donna si davan la fede, et questo bastava», l'ordinazione sacerdotale, «credo che il spirito de Dio sia in tutti», l'estrema unzione, «si onge il corpo et il spirito non si può ongere», la confessione, «andare a confessar da preti et frati, tanto è che andar da un arboro», mentre l'eucaristia lo soddisfaceva: convinto però che nell'ostia non vi fosse Cristo, ma lo Spirito Santo, «maggior de Christo che era homo», a Menocchio piaceva «il sacramento che quando uno è confessà si va a communicar, et si piglia il Spirito Santo, et il spirito sta allegro». E a rendere problematico un suo inquadramento inquisitoriale fra gli eretici luterani, si espresse con rispetto sul papa e sulle indulgenze: «se Iddio ha messo un huomo in suo loco che è il papa, manda un perdon, è buono perché par che si riceva da Iddio» e mostrò di non capire affatto cosa fosse la giustificazione, punto nodale di aspro contrasto fra cattolici e protestanti che del resto, dibattuto nei circoli colti, poteva entrare bensì nella circolazione della cultura cittadina, non già divenire un tema proprio di una cultura contadina.
Della Scrittura sarebbero bastate «quattro sole parole» perché, data da Dio, gli uomini vi aggiunsero del loro, mentre ora «è stata ritrovata per ingannar gl'huomini»; quanto ai santi, «huomini da bene [...] che pregano per noi», non bisogna venerarne le immagini e nemmeno le reliquie, mentre Cristo morì per amor nostro, ma non redense nessuno, perché «se uno ha peccati, bisogna che lui faccia penitentia». Per guadagnarsi il paradiso - sostenne nel costituto del 1º maggio - basta amare e santificare Dio, ed essere caritatevole, pacifico, obbedire a chi comanda, perdonare le ingiurie e mantenere le promesse, evitando le «sette opere che dispiaceno a Iddio», ossia «robar, assassinar, far usura, far crudeltà, far vergogna, far vituperio et homicidio».
Gli inquisitori – che ebbero anche il dubbio di avere a che fare con un pazzo o un burlone - cercarono di esperire se Menocchio si fosse formato tali opinioni da sé o se fosse stato in qualche modo istruito da altri, ma ne ebbero un diniego: eppure un personaggio che aveva avuto interessanti rapporti con Menocchio vi era stato e fu anche interrogato, ma fu subito rilasciato. Si trattava di un Nicola de Melchiori o Nicola da Porcia, paese delle vicinanze, un pittore evidentemente di valore molto modesto, probabilmente di cassoni e arredi, visto che di esso non è rimasta alcuna testimonianza artistica, bensì quella giudiziaria di un nobile di Pordenone che nel 1571 lo definì «homo eretichissimo», avendolo sentito esprimersi contro la presenza di immagini nelle chiese. Egli aveva prestato a Menocchio una copia del Decamerone di Boccaccio e una de Il sogno del Caravia, un poemetto del veneziano Alessandro Caravia, pubblicato nel 1541: quest'ultimo era certamente un libro che, in un contesto di satira popolare, manteneva sì un'ispirazione luterana, lontana tuttavia dalle posizioni dissacranti di Menocchio.
Insieme con il diniego di aver appreso da amici molte delle teorie che aveva fatto proprie, oppose piuttosto la lettura da lui fatta dei Viaggi di sir John Mandeville, di un anonimo autore francese del XIV secolo, essendo il nome di John Mandeville un semplice pseudonimo, tradotto per la prima volta in italiano alla fine del Quattrocento e più volte stampato a Venezia, nel quale sono narrati i viaggi compiuti tanto in Terrasanta - con osservazioni realistiche e probabilmente di prima mano - che nel lontano Oriente, nelle mitiche terre dell'India e della Cina, fino a raggiungere il paradiso terrestre e il regno del leggendario Prete Gianni.
In quel libro imprestatogli dal cappellano di Montereale, don Andrea da Maren, si trovano riscontri di talune affermazione di Menocchio: così il Mandeville riporta che in Palestina gli Jacobini, cristiani convertiti da san Giacomo, rifiutano la confessione auricolare, sostenendo che occorra ammettere i propri peccati solo a Dio direttamente, che secondo i maomettani, al posto di Gesù, «il più eccellente dei profeti», fu crocefisso Simone di Cirene, un'affermazione, questa, che pure Menocchio avrebbe fatto a un suo amico; che nella favolosa isola di Dondina i cadaveri son mangiati dai parenti e dagli amici, che giudicavano dalla grassezza della carne se il morto fosse stato un uomo senza peccato ovvero, dalla sua magrezza, si rimproveravano di averlo fatto patire in vita. E Menocchio, da questa narrazione, trasse la conclusione che «morto il corpo morisse anco l'anima, poiché di tante e diverse sorte de nationi chi crede a un modo e chi a un altro». Se l'interpretazione letterale della leggenda veniva distorta da Menocchio, egli aveva però tratto, da questa e altre narrazioni favolose, l'importante conclusione che ogni popolo ha diverse usanze e sue diverse fedi e di qui che, credendo ciascuno buona la propria fede, nessuno in realtà potesse vantare come migliore e certa la propria.
Questo fondamentale concetto - un'espressa legittimazione dell'idea di tolleranza - sarà apertamente ribadito da Menocchio nel secondo processo subito nel 1599: per intanto egli, nel costituto del 12 maggio 1584, diede spiegazione delle fonti da cui aveva tratto quella così bizzarra cosmogonia che tanto aveva sbalordito i suoi inquisitori.

### La creazione
Le fonti della concezione della creazione elaborata da Menocchio derivano, oltre che dal Genesi biblico, dal Fioretto della Bibbia e dal Supplementum supplementi delle croniche, scritto del frate eremitano Jacopo Filippo Foresti alla fine del Quattrocento. Nel Fioretto si spiega che Dio «fece una grossa materia, la quale non aveva forma né materia; et fecene tanta, che ne poteva trarre et fare ciò che voleva, et divisela et partilla sì che ne trasse l'homo formato di quattro elementi». Nel Supplementum il Floresti spiega che Dio fece una sorta di Universo in potenza, che aveva in sé le ragioni della sua evoluzione: Dio fece «el cielo et la terra: non che questo già fussi, ma perché essere potea, perché di poi se scrive esser fatto el cielo: come se le seme d'un arbore considerando diciamo quivi essere la radice, la forza, li rami, li frutti et le foglie: non che già sieno, ma perché di quivi hanno ad essere. Così è ditto, nel principio fece Iddio el cielo et la terra, quasi seme dil cielo et della terra, essendo anchora in confuso la materia dil cielo et della terra, ma perché era certo di quella dovere essere el cielo et la terra, però giò quella materia cielo et terra fu chiamata». Il Foresti, che afferma che quella «spaciosa forma» creata da Dio mancava «di certa figura», cita a conforto della sua concezione della creazione Ovidio che nelle Metamorfosi scrive che «la natura, avanti che fusse la terra et lo mare et il cielo che copre il tutto, hanea un vulto in tutto il suo circuito, il quale li philosophi chiamorono Caos, grossa et indigesta materia: et non era se non un peso incerto et pegro, et radunata in quel medesimo circulo, et semi discordanti delle cose non bene congionti».
Le due versioni hanno in comune la creazione di una materia primordiale, dalla quale però, per il Foresti, germinano spontaneamente - senza più l'intervento creativo di Dio - tutte le cose che sono nel cielo e nella terra. Le versioni di Menocchio non furono univoche nel tempo: come aveva riferito un testimone, egli avrebbe sostenuto che «nel principio questo mondo era niente, et che dall'acqua del mare fu battuta come una spuma, et si coagulò come un formaggio, dal quale poi nacque gran moltitudine di vermi, et questi vermi diventorno homini, delli quali il più potente et sapiente fu Iddio»; nel primo costituto Menocchio aveva confermato questa versione, eliminando però la presenza dell'acqua del mare, e facendo originare ogni cosa, Dio compreso, da «un caos, cioè terra, aere, acqua et foco insieme».
Nel costituto del 1º maggio 1584, richiesto se prima fosse Dio oppure il caos, rispose che «Iddio era nel caos come uno che sta nell'aqua si vol slargare, et come uno che sta in un boscho si vol slargare: così quest'intelletto avendo cognosciuto si vol slargare per far questo mondo» e di credere che Dio e caos «sempre siano stati assieme, né mai siano stati separati, cioè il caos senza Iddio né Iddio senza il caos». Si nota come Menocchio usi qui termini che si richiamano tanto all'antica cosmologia greca - il caos - quanto, sorprendentemente, alla filosofia neoplatonica e scolastica - Dio come intelletto - ma un intelletto che riconosce la sua imperfezione e ascende alla perfezione, eppure rimanendo in un ambito del tutto naturalistico.
Nel costituto del 12 maggio successivo, infatti, chiarì di ritenere che Dio fosse eterno con il caos, coesistente eternamente con esso, ma nel caos Dio non «era vivo e dopo si cognobbe e questo intendo esser fatto dal caos»: fu dunque il caos a rendere Dio ciò che è. Dio non fu prodotto dal caos ma ricevette il movimento dal moto stesso del caos - che si muoveva da sé - e fu questo moto del caos a rendere Dio perfetto, da imperfetto che era. Infatti, per Menocchio, a Dio era successo «come alle cose di questo mondo le quali procedendo da imperfetto a perfetto, sì come per esempio il putto mentre è nel ventre della madre non intende né vive, ma uscito dal ventre comenza a vivere, et tuttavia crescendo comenza a intendere: così Iddio, mentre era con il caos, era imperfetto, non intendeva né viveva, ma poi allargandosi in questo caos lui comenzò a vivere et intendere [...] l'intelletto riceveva cognitione dal caos, nel quale eran tutte le cose confuse: et di poi a esso intelletto li dette ordine e cognitione [...] come crescete lui la cognitione, così crebbe in lui il volere et il potere.
Il volere e il potere in Dio sono distinti come in noi e in Dio il potere opera per mezzo della «maestranza», ossia gli angeli che «furono dalla natura produtti» - qui Menocchio identifica senz'altro il caos con la natura - «a similitudine che de un formaggio si producono i vermi, ma venendo fuora riceveno la volontà, intelletto et memoria da Iddio». Dio non poteva «fabbricare» il mondo senza gli angeli e senza la materia, che dunque egli formò, ma non creò. Dio e gli angeli hanno la stessa essenza del caos, soltanto, vi è differenza di perfezione, come pure differenza di perfezione sussiste fra Dio e lo Spirito Santo e fra questi e Cristo.
Dio, dunque, non ha creato il mondo: lo hanno fatto gli angeli. Il volere di Dio si esprime nella volontà di creare, e nell'ordine dato alle sue «maestranze» si esprime il potere di Dio: «Lui ha dissegnato de dar la voluntà per la qual se ha fatto ogne cosa».

### L'anima
Menocchio sosteneva, seguendo il Fioretto della Bibbia, che l'uomo era formato dai quattro elementi fondamentali rilevati dalla scienza del tempo, ossia da aria, acqua, terra e fuoco e poiché l'uomo fu fatto a immagine e somiglianza di Dio, ne deduceva che «l'aere, terra, foco et acqua sia Dio». Non sembrava, oltre tutto, che da queste considerazioni potesse dedursi l'esistenza nell'uomo di un'anima, o almeno la sussistenza di un'anima immortale: e in effetti, i testimoni avevano riferito al tribunale che, secondo Menocchio, «quando l'homo more è come una bestia, come una mosca [...] morto l'homo muor l'anima et ogni cosa».
Naturalmente, di fronte all'inquisitore, Menocchio negò di aver mai sostenuto qualcosa del genere, ribadendo l'ortodossia della sua fede: «le anime nostre tornano alla maestà de Dio, delle qual, secondo che hanno operato, fa quello le piace, alle bone assegna il paradiso, et alle cattive l'inferno, et a alcune il purgatorio». Ma come potevano le anime tornare alla maestà di Dio, se questi era solo aria, acqua, fuoco e terra? Dopo una lunga perplessità, Menocchio rispose di credere che «tutte le cose del mondo sono Dio et credo, quanto a me, che le anime nostre tornino in tutte le cose del mondo». Una risposta da filosofo panteista che era necessario approfondire e il giorno seguente Menocchio, confermando di credere che l'anima muoia con il corpo, precisò che, tuttavia, dopo la morte sopravvive lo spirito. E chiarì: «credo che altro sia l'anima et altro sia il spirito. Il spirito vegna da Iddio, et sia quello che quando havemo da far qualche nostra faccenda n'ispira a far la tal o la tal cosa o non farla [...] nell'homo vi è intelletto, memoria, voluntà, pensiero, creder, fede et speranza: le qual sette cose Iddio le ha date all'homo, et son come anime per le quale bisogna far le opere, et questo è quello che io diceva morto il corpo morta l'anima [...] il spirito è separato dal homo, ha l'istesso voler de l'homo, et regge et governa questo homo».
È questo l'elemento immortale dell'uomo che dopo la morte ritorna a Dio. Ma veramente, aggiunse Menocchio, l'uomo ha due spiriti: «il nostro core ha doi parti, una lucida et l'altra scura; nella scura il spirito cattivo, et nella lucida il spirito bono».
Anche questa concezione era un derivato di quanto Menocchio aveva interpretato dal Fioretto della Bibbia, ove si sostiene che «l'anima ha tanti nomi nel corpo quante virtù diverse [...] secondo che l'anima dà vita al corpo, l'anima è chiamata substantia; secondo il volere, è chiamata il cuore; in quanto il corpo spira, è chiamata spirito; in quanto ella intende et sente, se le può dire senno; in quanto ella imagina et pensa, se le può dire imaginatione o sia memoria; perho la inteligentia è posta nella parte più alta dell'anima, dove siamo adoctrinati della ragione et del conoscimento, impehrò che siamo assimigliati alla ymagine di Dio [...]».
Difficile districarsi in tanti concetti che continuamente si smentiscono, e poi si riaffermano diversamente elaborati, in un procedere a spirale che non trova conclusione; se la concezione di fondo di Menocchio era materialistica, egli non rinunciava però a immaginare una vita dopo la morte: non credeva alla resurrezione dei morti, non all'inferno, ma al paradiso sì: «Io credo che sii un luocho che circondi tutto il mondo, et che de lì se veda tutte le cose del mondo, sino li pesse del mare: et quelli che sono in quel luocho è come si fa una festa». Anche il paradiso terrestre esisteva, ma solo «dove sono delli gentilhuomini che hanno della robba asai et vivano senza faticarsi».

### La sentenza
Il 17 maggio 1584 fu emessa la sentenza. Dopo aver dichiarato Menocchio non solo eretico, ma anche eresiarca, e averlo costretto alla pubblica abiura, fu condannato dall'Inquisizione al carcere a vita, obbligando altresì la famiglia a mantenerlo a proprie spese.
Aver diffuso le sue concezioni a persone semplici e illetterate fu considerata un'aggravante; «pertinace nell'eresia», «di animo indurato», «nefando», anzi «nefandissimo», di «lingua maledica», «orribile», «maligno», «perverso», Menocchio «come i giganti aveva tentato di combattere l'ineffabile Trinità». Nel rifiuto della confessione fu individuata un'eresia luterana; nell'equivalenza di ogni fede si vide un'eresia risalente a Origene; nell'esistenza di un caos primigenio un'affermazione pagana; nell'affermazione per la quale «Iddio è autore del bene ma non fa male, il diavolo è autore del male e non fa bene» si vide un'eresia manichea.
Dopo quasi due anni di detenzione nel carcere di Concordia, il figlio di Menocchio, Ziannuto Scandella presentò, il 18 gennaio 1586, una supplica scritta dal padre al vescovo Matteo Sanudo e all'inquisitore fra' Evangelista Peleo. «Condannato in sì crudel prigione che non so come non sia morto insieme per la malvagità dell'aria [...] carico di famiglia [...] pentito e dolente di tanto mio fallo chiedo perdono [...] et pregoli mi vogliano far gratia di relassarmi, offrendoli io di sicurtà idonea sì di vivere ne' precetti della Santa Romana Chiesa, como ancho di fare quella penitenza che per questo Santo Offitio mi sarà imposta».
Durante la detenzione non aveva dato adito ad alcun rimprovero: si era comportato da devoto cattolico, eseguendo le penitenze e recitando ogni giorno le orazioni. La sua salute era compromessa dalle durissime condizioni carcerarie e la famiglia aveva bisogno del suo lavoro. Il vescovo e l'inquisitore vollero essere clementi: fu liberato, con l'obbligo di risiedere a Montereale e d'indossare per sempre l'abitello d'infamia - una veste gialla recante due grandi croci rosse sul petto e sulla schiena - che individuava pubblicamente gli eretici.

## Il secondo processo
Malgrado la condanna per eresia, nel 1590 Menocchio fu nominato amministratore - cameraro - dei beni della parrocchia di Santa Maria di Montereale; nel 1595 fu incaricato di fornire una perizia in una causa di interessi tra un proprietario agricolo e il suo affittuario e, ancora in quell'anno, affittò con il figlio Stefano un altro mulino. Partecipava alla vita della comunità, ma la morte del figlio Ziannuto dovette far precipitare le condizioni economiche di Menocchio che, avendo necessità di lavorare anche fuori del suo piccolo paese, ai primi del 1597 chiese di ottenere la dispensa di muoversi liberamente e di dismettere l'obbligo dell'abitello: ottenne dall'inquisitore di Udine libera circolazione fuori di Montereale, «aciò possi aiutare in qualche modo la povertà sua et della sua famiglia», indossando però l'abito da eretico.
Menocchio non aveva però smesso di dir liberamente le sue opinioni sugli argomenti che tanto gli erano costati. Nel carnevale del 1596, sulla piazza di Udine, disse a un conoscente, tale Lunardo Simon, di non credere nei vangeli, che sono stati scritti da «preti et frati, che non hanno altro da fare». In quello stesso periodo aveva confidato a un ebreo di sapere bene di essere eretico e che prima o poi l'Inquisizione lo avrebbe fatto morire: ma ora che era vecchio e solo al mondo - con i figli rimastigli non sembra che andasse d'accordo - non gli importava nemmeno di salvare la vita, fuggendo magari a Ginevra.
Quando poi si seppe che Menocchio metteva in dubbio la divinità di Cristo e la moralità di Maria, l'inquisitore generale del Friuli, fra Gerolamo Asteo, lo fece arrestare: nel giugno del 1599 fu rinchiuso nel carcere di Aviano, poi in quello di Portogruaro e a partire dal 12 luglio fu interrogato. Di fronte all'inquisitore, che si avvalse di alcuni consultori tra i quali il teologo Domenico Marin, inizialmente ammise di aver detto cose contrarie alla fede cattolica, ma solo per scherzare; poi affermò ancora che i vangeli canonici potevano essere invenzioni di frati, dal momento che esistevano anche vangeli apocrifi, ritenuti certamente falsi; infine, fece all'inquisitore una sua originale professione di fede: dei quattro elementi che costituivano la natura, il fuoco era Dio, mentre «il Padre è l'aria, il Figliolo è la terra et lo Spirito Santo è l'acqua». Del resto, nella sua onnipotenza Dio poteva essere tutto quello che voleva.
Cercò poi di giustificare di fronte all'inquisitore le proprie «eresie» con la sua poca cultura: i frati che avevano scritto i vangeli erano naturalmente gli evangelisti e se aveva negato l'esistenza del paradiso era «perché non sapeva dove fosse». Alla fine dell'interrogatorio consegnò uno scritto dove esponeva la miseria della sua vecchiaia, l'abbandono dei figli che lo evitavano perché stravagante, e la promessa di «creder se non quelo che crede la Santa Gesia et far quelo me comandarà li miei curati et li miei superiori».

### La sentenza
Il 19 luglio gli fu assegnato un difensore d'ufficio che chiese l'assoluzione del suo assistito: i testimoni a carico non erano attendibili, sosteneva, e l'imputato non era un eretico consapevole, ma solo un ignorante. Il 2 agosto la Congregazione del Sant'Uffizio lo dichiarò eretico recidivo: prima di decidere della pena - che non poteva che essere di morte - fu deciso di sottoporre Menocchio a tortura per fargli rivelare i nomi di eventuali complici, ma mezz'ora di «corda» non gli strappò alcun nome: fra i tormenti disse di non aver mai avuto complici, di aver solo «letto da sua posta» e di non sapere chi altri potesse condividere le sue opinioni.
Del caso era stata informata l'Inquisizione romana e il 14 agosto il cardinale Santori aveva definito «gravissima» la vicenda, esigendo copia degli incartamenti processuali. La sentenza era stata emessa e prevedeva la condanna a morte di Menocchio ma sull'opportunità di eseguirla l'inquisitore friulano sembrava avere dubbi, espressi in una lettera spedita a Roma il 5 settembre 1599. La risposta del Santori, il 30 ottobre, non lasciava alternative: «non manchi di procedere con quella diligenza che ricerca la gravità della causa, a ciò che non vada impunito de' suoi orrendi et essecrandi eccessi, ma co 'l debito et rigoroso castigo sia essempio agli altri in coteste parti: però non manchi di esseguirlo con ogni sollecitudine et rigore di animo». Era questa, scriveva il Santori, anche la volontà di Clemente VIII.
Il 13 novembre il cardinale insistette: «Non manchi Vostra Reverentia di procedere nella causa di quel contadino della diocese di Concordia, inditiato di haver negata la virginità della beatissima sempre Vergine Maria, la divinità di Christo signor nostro, et la providentia di Dio [...] esseguisca virilmente tutto quello che conviene secondo i termini di giustitia».
Da questo momento, di Domenico Scandella detto Menocchio parlano ancora soltanto due documenti: un atto notarile del 26 gennaio 1600 definisce Menocchio «defunto», mentre un certo Donato Serotino, interrogato il 6 luglio 1601 dall'inquisizione friulana, afferma di essere stato a Porto (Portogruaro) poco dopo che vi era stato «giustitiato [...] il Scandella».